# Fabrizio Ferretti
Fabrizio Ferretti (Rosignano Solvay, 21 marzo 1945) è un cantante italiano.

## Biografia
Esordisce al Festival di Castrocaro nel 1962, venendo notato da un discografico che gli propone un contratto con la Ri-Fi.
Incide alcuni singoli, ottenendo un discreto successo con il brano Oh oh baby... piangerò.
Nel 1964 partecipa al Festival di Sanremo con La prima che incontro (in abbinamento con Gil Fields e i Fraternity Brothers), che partecipa alla serata finale e raggiunge le prime posizioni nella classifica dei dischi più venduti in Italia. Nello stesso anno si classifica al terzo posto al Festivalbar con Perché l'ho fatto, testo scritto da Alberto Testa, e partecipa al film I ragazzi dell'Hully Gully, un musicarello diretto da Marcello Giannini e Carlo Infascelli.
Torna a Sanremo l'anno successivo con Tu che ne sai (in coppia con Dusty Springfield).
Passa poi alla Miura, etichetta per cui incide altri 45 giri alla fine degli anni '60.
Nel decennio successivo si ritira dall'attività artistica, diventando imprenditore.

## Discografia

### Singoli
- 1962 – Telstar/Nostalgia d'amor (Ri-Fi, RFN NP 16002)
- 1963 – Oh oh baby... piangerò/Sole colpevole (Ri-Fi, RFN NP 16023)
- 1963 – Ti bacerò/Ridammi il bacio (Ri-Fi, RFN NP 16028)
- 1963 – Ti ricordi/Se hai deciso (Ri-Fi, RFN NP 16035)
- 1963 – Il sole cadrà (Ri-Fi, RFN NP 16033)
- 1964 – La prima che incontro/Due righe (Ri-Fi, RFN NP 16039)
- 1964 – La prima che incontro/Ti cerco (Ri-Fi, RFN NP 16043)
- 1964 – Perché l'ho fatto/Può dipendere da te (Ri-Fi, RFN NP 16058)
- 1964 – Ma quando sono al mare/Non ne sai niente (Ri-Fi, RFN NP 16062)
- 1964 – Che ne sa lui di te/Non ho più lacrime per piangere (Ri-Fi, RFN NP 16070)
- 1964 – La prima che incontro (Belter, 51.343), pubblicato in Spagna
- 1964 – La prima che incontro (Ri-Fi, SC 27)
- 1965 – Tu che ne sai/Lo sapevi (Ri-Fi, RFN NP 16076)
- 1965 – Anche gli angeli/Non ce la faccio più (Ri-Fi, RFN NP 16104)
- 1965 – Tu che ne sai (Belter, 51.485), pubblicato in Spagna
- 1966 – Nessuno mi può giudicare (Philips, 333 712 PF), pubblicato in Grecia
- 1966 – Dimmelo, parlami/Non ti scorderò (Ri-Fi, RFN NP 16149)
- 1968 – Un nuovo mondo/Così l'eternità (Miura, PON NP 40068)
- 1968 – Il paese che non c'è (Tout l'or du monde)/Ti racconto una storia (Miura, PON NP 40081)
- xxxx – Anche gli angeli (Ri-Fi, SC 40)[1]

#### Singoli allegati alla rivista POP
- 1966 – Operazione Tuono (Thunderball) (POP 200007)
- 1966 – La fisarmonica/Mi vedrai tornare (POP, POP NP 200010)
- 1966 – Nessuno mi può giudicare (POP NP 250004)
- 1966 – Nessuno mi può giudicare (POP 300002)[1]

### Apparizioni
- 1963 – Piccolo Show con il brano Telstar (Primary, CRA LP 96004)
- 1964 – ...Le canzoni del... 7° Burlamacco d'Oro con il brano Perché l'ho fatto (Croce Rossa Italiana, CR 6000 (2))
- 1964 – Tempo d'estate con il brano Perché l'ho fatto (Ri-Fi, RFL 14005)
- 1964 – Festival de la Canción Italiana 1964 con i brani Il sole cadrà e La prima che incontro (Ronde, RLP-38.042), pubblicato in Venezuela
- 1965 – 0012 licenza per ballare con il brano Lo sapevi (Ri-Fi, RFL LP14008)
- 1965 – Dal XV Festival della Canzone Italiana - Sanremo con il brano Tu che ne sai (Ri-Fi, RFL LP 14007)
- 1965 – Per un pugno di note con il brano Nessuno mi può giudicare (Ri-Fi, RFS LP 14505)
- 1965 – Regreso a San Remo 1965 con il brano Tu che ne sai (Ronde, R.P.L. - 38.088), pubblicato in Venezuela
- 1965 – Tempo d'estate N° 2 con il brano Anche gli angeli (Ri-Fi, RFS LP 14501)
- 1965 – Festival de San Remo - 1965 con il brano Tu che ne sai (Fermata, FB-108), pubblicato in Brasile
- 1966 – Hits '66 Vol. II Extra con il brano Dímelo háblame (Polydor, LP. 071), pubblicato in Venezuela
- 1966 – Per qualche nota in più con il brano Thunderball (Ri-Fi, RFS LP 14504)
- 1966 – O sucesso pelo mundo - No. 3 con il brano Thunderball (Philips, SLP 9.183), pubblicato in Brasile
- 1966 – Festival de San Remo - 1966 con il brano Nessuno mi può giudicare (Barclay, 080 298 S), pubblicato in Francia
- 1990 – Gli anni d'oro - Sanremo vol. 1 con il brano La prima che incontro (Butterfly Music, BMCD 614225)
- 1993 – Quei favolosi anni '60 ● 1964 - 1 con il brano La prima che incontro (Fratelli Fabbri Editori, QFAS 50)
- 1993 – Red Ronnie presenta Quei favolosi anni '60 con il brano Oh oh baby... piangerò (Fratelli Fabbri Editori, QFAS 45)
- 1995 – Alto volume 3° 1965 - 1972 "Sentimento shake" con il brano Nessuno mi può giudicare (Giallo Records, FS 1017/2)
- 1995 – Papaveri & papere con il brano La prima che incontro (Drive, CD/DRIVE 600)
- 1997 – Bravíssimo 2 con il brano Nessuno mi può giudicare (Divucsa, 32-343), pubblicato in Spagna
- 1998 – Red Ronnie presenta Quei favolosi anni '60 con il brano La prima che incontro (RCS MediaGroup, 33)
- 1998 – Red Ronnie presenta Quei favolosi anni '60 con il brano Oh oh baby... piangerò (RCS MediaGroup, 49)
- 2004 – Lounge, Beat and Movie con il brano Operazione Tuono (On Sale Music, 52 OSM070)
- xxxx – Festival Di Sanremo - Gli anni d'oro con il brano La prima che incontro (Butterfly Music, RMBX 9217)
- xxxx – San Remo '66 con il brano Nessuno mi può giudicare (Philips, 1014), pubblicato in Venezuela
- xxxx – Promozione editoriale N. 4 con il brano Ti bacerò (Ariston Records)[1]

## Filmografia
- Europa: operazione strip-tease, regia di Renzo Russo (1964)
- I ragazzi dell'Hully Gully, regia di Marcello Giannini (1964)